# Endochytrium multiguttulatum
Endochytrium multiguttulatum är en svampart som beskrevs av Dogma 1969. Endochytrium multiguttulatum ingår i släktet Endochytrium och familjen Endochytriaceae.   Inga underarter finns listade i Catalogue of Life.